# 하스노촌
하스노촌(蓮野村)은 니가타현 기타칸바라군에 있던 촌이다.

## 역사
- 1889년 4월 1일 - 정촌제 시행에 의해 기타칸바라군 하스노촌이 성립하였다.
- 1906년 4월 1일 - 하스가타촌, 후지이촌의 일부와 합병해 세이로촌이 신설되어 소멸하였다.

## 참고문헌
- 人事興信所編『人事興信録 第4版』人事興信所、1915年。
- 『市町村名変遷辞典』東京堂出版、1990年。
- 『新潟県市町村区域及改称市町村名一覧表』関井常弥、1889年3月25日。
- 『新潟県市町村便覧』擁天堂、1902年6月15日。